# Луганска област
Луганска област (укр. Луганська область, рус. Луганская область), позната и као Луганшчина (укр. Луганщина), је најисточнија област Украјине. Административни центар области је град Луганск али је услед Рата у Донбасу био измештен у Северодоњецк. Од 3. јула 2022. цела област је потпала под контролу ЛНР. Област је образована 1938. године, када се звала Ворошиловградска област (до 1958. па онда опет од 1970. до 1990) у знак сећања на Климента Ворошилова.

## Географија
Луганска област се налази на крајњем истоку Украјине. Површина области (26.684 km²) чини 4,42% површине целе Украјине. Гледано од севера ка југу, дужина области је 250, а од истока ка западу 190 километара.
На северу се граничи са руским областима Белгород и Вороњеж, на истоку и југу са Ростовском облашћу и на западу са Харковском и Доњецком облашћу.

## Историја
Ова област је кроз историју припадала историјским регионима Слобода Украјине, Донбасу и Славеносрбији, на чијем некадашњем подручју се налази Славјаносербск.
- Положај некадашње Славеносрбије на подручју Луганске области

## Демографија
Становништво већином користи руски језик, али се по националности већински изјашњавају као Украјинци. Више од 69% људи сматра да им је руски први језик.
Популација од 2.580.600 (2007) чини 5,13% од укупног броја становника Украјине. Луганска област је пета од Украјинских области по броју становника, уз густину насељености од 90 људи по км². Око 87% становништва живи у градским, док 13% живи у сеоским насељима.
25. априла 2006. обласна власт је представила предлог да руски језик буде други званични језик у области, али то није било могуће, зато што то није легално по украјинским законима.
Од 17. августа 2012. руски језик је захваљујући новом закону постао званичан у Луганској области, у свему изједначен са украјинским.
| Националност | 1989. | 2001. | Матерњи језик    | 1989. | 2001. |
| Украјинци    | 51,9% | 58,0% | Руски језик      | 63,9% | 68,8% |
| Руси         | 44,8% | 39,0% | Украјински језик | 34,9% | 30,0% |
| Белоруси     | 1,2%  | 0,8%  | остали језици    | 1,2%  | 1,2%  |
| Татари       | 0,4%  | 0,3%  |                  |       |       |
| Јермени      | 0,1%  | 0,3%  |                  |       |       |